# Trampolino elastico ai Giochi mondiali 2025
Le competizioni di Trampolino elastico ai Giochi mondiali 2022 si sono svolte dall'8 al 10 agosto 2025 al Dong'an Lake Sports Park Gymnasium di Chengdu, in Cina.

## Podi

### Uomini
| Specialità             | Oro                                         | Argento                                  | Bronzo                                 |
| Doppio mini (dettagli) | Brent Deklerck                              | Omo Aikeremiokha                         | Gavin Dodd                             |
| Sincro (dettagli)      | Portogallo Gabriel Albuquerque Lucas Santos | Paesi Bassi Rikkert Veldhuizen Jordy Mol | Germania Caio Lauxtermann Fabian Vogel |
| Tumbling (dettagli)    | Kaden Brown                                 | Tofig Aliyev                             | Fred Teague                            |

### Donne
| Specialità             | Oro                          | Argento                          | Bronzo                               |
| Doppio mini (dettagli) | Diana Gago                   | Grace Harder                     | Melania Rodríguez                    |
| Sincro (dettagli)      | Cina Xu Yicheng Zhang Xinxin | Giappone Saki Tanaka Hikaru Mori | Canada Sarah Milette Sophiane Méthot |
| Tumbling (dettagli)    | Megan Kealy                  | Candy Brière-Vetillard           | Alexandra Efraimoglou                |

## Medagliere
| Posiz. | Nazione     | Oro | Argento | Bronzo | Totale |
| ------ | ----------- | --- | ------- | ------ | ------ |
| 1      | Portogallo  | 2   | 0       | 0      | 2      |
| 2      | Regno Unito | 1   | 1       | 1      | 3      |
| 3      | Stati Uniti | 1   | 1       | 0      | 2      |
| 4      | Belgio      | 1   | 0       | 0      | 1      |
| 4      | Cina        | 1   | 0       | 0      | 1      |
| 6      | Azerbaigian | 0   | 1       | 0      | 1      |
| 6      | Francia     | 0   | 1       | 0      | 1      |
| 6      | Giappone    | 0   | 1       | 0      | 1      |
| 6      | Paesi Bassi | 0   | 1       | 0      | 1      |
| 10     | Canada      | 0   | 0       | 2      | 2      |
| 11     | Germania    | 0   | 0       | 1      | 1      |
| 11     | Grecia      | 0   | 0       | 1      | 1      |
| 11     | Spagna      | 0   | 0       | 1      | 1      |
| Totale | Totale      | 6   | 6       | 6      | 18     |